# Idioma siuslaw
El siuslaw (también umpqua) es la lengua indígena americana extinta por los siuslaw que vivían en el suroeste de Oregón en la costa del Pacífico de los  Estados Unidos. El último hablante conocido falleció en 1960.  

## Clasificación
El siuslaw comprende dos dialectos similares:
- Siuslaw propio o alto umpqua (†, 1960)
- bajo umpqua (†, c. 1957)

La documentación existen sobre la lengua es escasa, consiste en unas 12 páginas de vocabulario de ambos dialectos compiladas por James Owen Dorsey, un trabajo de campo de Leo J. Frachtenberg de 1911 con una hablante nativa de bajo umpqua que no conocían el inglés que convivía con su marido, hablante de alsea y que también hablaba siuslaw como segunda lengua. Existen grabaciones de audio de ambos dialectos compilados por Morris Swadesh en 1953, y en unas pocas horas de trabajo de campo con tres hablantes de siuslaw (alto umpqua) tomados por Dell Hymes en 1954. Frachtenberg (1914, 1922) y Hymes (1966) son las publicaciones basadas en esos materiales.

### Enlaces exteriores
- Bibliography of the Siuslaw and Kuitsh Indians Archivado el 20 de marzo de 2014 en Wayback Machine.
- Confederated Tribes of Coos, Lower Umpqua, and Siuslaw homepage
- Languages of Oregon - Siuslaw
- Coos, Lower Umpqua & Siuslaw Tribes profile

- Datos: Q2315424